# (92279) Bindiluca
(92279) Bindiluca es un asteroide perteneciente al cinturón exterior de asteroides descubierto por Luciano Tesi  desde el Observatorio Astronómico de las Montañas de Pistoia, en San Marcello Pistoiese, Italia, el 22 de febrero de 2000.

## Designación y nombre
Bindiluca recibió al principio la designación de 2000 DG.
Posteriormente fue nombrado en honor de Luca Bindi (n. 1971) quien ocupa la Cátedra de Mineralogía y Cristalografía en la Universidad de Florencia, Italia. Ha recibido numerosos premios científicos nacionales e internacionales, entre ellos el Premio Presidente de la República 2015 de la Academia Lincei. Es conocido por el descubrimiento de cuasicristales en la naturaleza.

## Características orbitales
Bindiluca orbita a una distancia media del Sol de 3,212 ua, pudiendo alejarse hasta 3,744 ua y acercarse hasta 2,680 ua. Su excentricidad es 0,166 y la inclinación orbital 17,082 grados. Emplea 2102,73 días en completar una órbita alrededor del Sol.
El próximo acercamiento a la órbita de Júpiter ocurrirá el 2 de octubre de 2174.

## Características físicas
La magnitud absoluta de Bindiluca es 13,98.